# Humoreske (Schumann)
Die Humoreske op. 20 in B-Dur ist ein 1839 komponiertes und Julie von Webenau gewidmetes Klavierwerk von Robert Schumann. Schumann gab Jean Pauls Humor als Inspirationsquelle an, wobei in der Musik keine direkten programmatischen Bezüge zu Jean Pauls Werk nachzuweisen sind.

## Aufbau
Das Werk besteht aus etwa sieben attacca ineinander übergehenden Abschnitten, die ungewöhnlicherweise fast ausnahmslos auf die Tonarten B-Dur/g-Moll gestellt sind, charakterlich aber stark kontrastieren:
1. „Einfach“ (B-Dur, 4/4 Takt, M. M.  = 80)
– „Sehr rasch und leicht“ (B-Dur, 2/4 Takt, M. M.  = 138)
– „Noch rascher“ (g-Moll)
– „Erstes Tempo“ Wie im Anfang (B-Dur, 4/4 Takt)
2. „Hastig“ (g-Moll, 2/4 Takt, M. M.  = 126)
– „Nach und nach immer lebhafter und stärker“ (d-Moll)
– „Wie vorher“ Adagio
3. „Einfach und zart“ (g-Moll, 4/4 Takt, M. M.  = 100)
– „Intermezzo“ (B-Dur, 2/4 Takt, M. M.  = 100)
4. „Innig“ (B-Dur, 4/4 Takt, M. M.  = 116)
– „Schneller“ (Tempo I)
5. „Sehr lebhaft“ (g-Moll/B-Dur, 2/4 Takt, M. M.  = 76)
– „Immer lebhafter“ Stretto
6. „Mit einigem Pomp“ (c-Moll, 4/4 Takt, M. M.  = 92)
7. „Zum Beschluss“ (B-Dur, 4/4 Takt, M. M.  = 112) Allegro

Diese Einteilung ist allerdings vom Komponisten nicht ausdrücklich angezeigt.